# 孟津站
孟津站是位于河南孟津县平乐乡的一个铁路车站，邮政编码471135。车站建于1970年，有焦柳铁路经过该站，现办理客运货运业务。车站距离月山站102公里，隶属郑州铁路局，是四等站，本站及相邻上下行区间均为电气化区段。